# Villa Dolores (Montevideo)

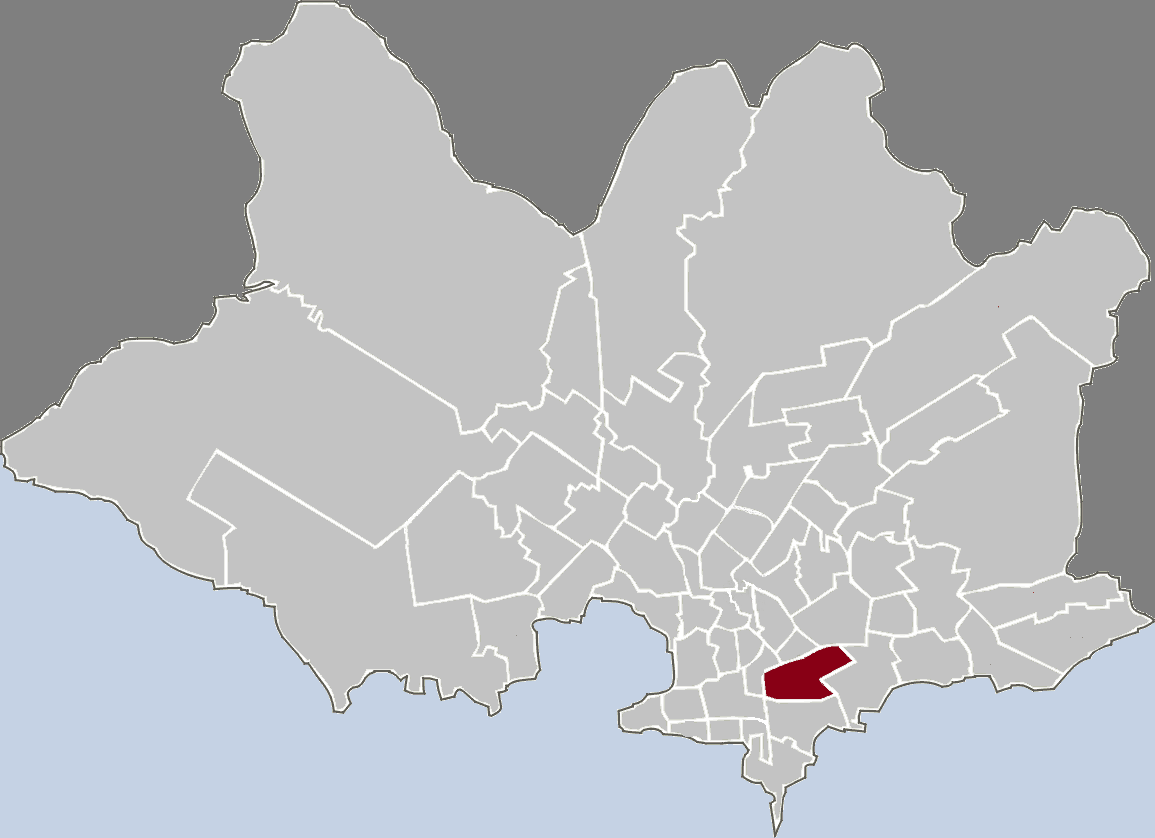
Lage von Parque Batlle - Villa Dolores in Montevideo

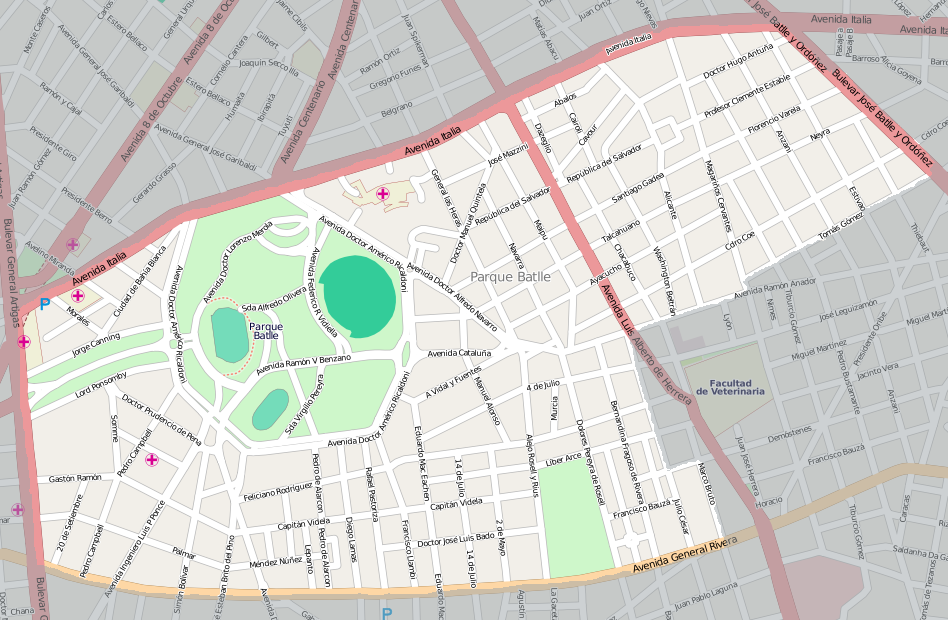
Plan von Parque Batlle - Villa Dolores

Villa Dolores ist ein Stadtviertel (Barrio) der uruguayischen Hauptstadt Montevideo.

## Lage
Das auf der offiziellen Karte des uruguayischen Statistik-Instituts gemeinsam mit dem Barrio Parque Batlle geführte Stadtviertel wird von den Stadtteilen Tres Cruces (Westen und Nordwesten), La Blanqueada (Norden), Unión (Norden), Buceo (Osten) und Pocitos (Süden) umgeben. Die Grenzen bilden dabei die Avenida F.Rivera südlich und westlich teilweise der Bulevar Artigas und die Avenida Italia. Letztere wiederum stellt auch die Begrenzung nach Norden dar, während etwa im Nordosten der Bulevar Batlle y Ordonez als Trennlinie dient. Das Gebiet von Villa Dolores ist dem Municipio CH zugeordnet.

## Beschreibung
Den Namen trägt das Barrio Villa Dolores zu Ehren von Dolores Pereira de Rossell, die gemeinsam mit ihrem Ehemann Alejo Rossell y Rius nach ihrem Tod am 14. März 1919 das Anwesen stiftete, in dem heutzutage mit dem Parque Zoológico Dolores Pereira de Rossel einer der beiden zoologischen Gärten der Intendencia Municipal de Montevideo und das städtische Planetarium untergebracht sind. Der erstgenannte, an der Avenida Rivera befindliche beherbergt rund 550 Tierarten aus aller Welt und 300 verschiedene Blumen, Sträucher und Bäume.

## Sport
Im Barrio befindet sich der Sitz des Fußballvereins Miramar Misiones.

## Söhne und Töchter des Barrios
- Jorge Manicera (1938–2012), Fußballspieler